# John Crichton-Stuart (2e marquis de Bute)
Pour les articles homonymes, voir John Crichton-Stuart.

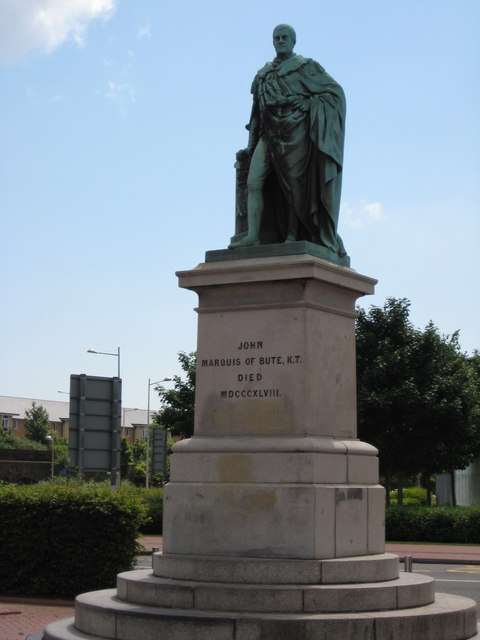
Statue de John Crichton-Stuart à Cardiff

John Crichton-Stuart (10 août 1793 – 18 mars 1848), 7e comte de Dumfries puis 2e marquis de Bute, constructeur du port moderne de Cardiff, est un noble britannique.

## Biographie
Il est le fils de John Stuart (1767-1794), qui porte le titre de courtoisie de vicomte Mountstuart, et d'Elizabeth Penelope (1767-1797). Sa mère est la plus jeune des filles de Patrick Macdowal Crichton, 6e comte de Dumfries. Son père est le fils de John Stuart (1er marquis de Bute). À la mort de son grand-père maternel en 1803, il hérite de ses terres et titres, et il en est de même à la mort de son grand-père paternel en 1814.
Il est lord-lieutenant du Buteshire et comté de Glamorgan, au Sud du Pays de Galles de 1815 à sa mort. Il développa la ville du comté, Cardiff, en créant son port.
Magistrat de la ville de Cardiff, il exerça un rôle important dans le développement économique du sud gallois en achetant de nombreuses terres et en encourageant le commerce du charbon. Il fonda de nombreuses sociétés bancaire (Cardiff savings) et industrielles. Ses revenus firent de lui un des aristocrates les plus fortunés de Grande-Bretagne. À sa mort, son fils, John Crichton-Stuart, hérite de l'ensemble de ses richesses alors qu'il n'est âgé que de six mois.